# آبشار خاندادهر
آبشار خاندادهر (به انگلیسی: Khandadhar Falls) آبشاری است که در اوریسا، هند واقع شده و ارتفاع کلی ریزشگاه آن ۲۴۴ متر (۸۰۱ فوت) است.